# Contea autonoma mongola di Qian Gorlos
La contea autonoma mongola di Qian Gorlos (前郭尔罗斯蒙古族自治县S, Qián Guō'ěrluósī Měnggǔzú ZìzhìxiànP) è una contea della Cina, situata nella provincia di Jilin e amministrata dalla prefettura di Songyuan.